# ملكة جمال تركيا

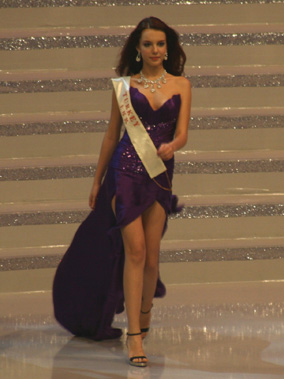

ملكة جمال تركيا، هي مسابقة ملكة جمال وطنية في تركيا. تأسست المسابقة في عام 1929، حيث تمنح الفائزات ألقاب ملكة جمال تركيا العالمية وملكة جمال تركيا الكونية وملكة جمال تركيا الوطنية.

## فائزات باللقب
- توغجه كازاز
- عذراء أكين
- جانسو دره
- صدف آفجه
- نباهة تشهره
- جيزم كاراجا
- أمينة جولشه